# Dinsmore Alter

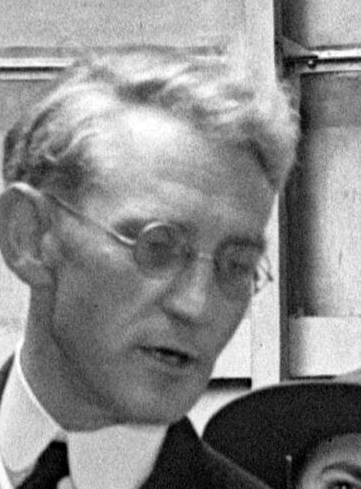
Dinsmore Alter (1935)

Dinsmore Alter (* 28. März 1888 in Colfax, Washington-Territorium; † 20. September 1968) war ein US-amerikanischer Astronom und Meteorologe.

## Leben
Alter besuchte das Westminster College in Pennsylvania und schloss es 1909 mit dem Grad eines B.S. ab. Er studierte an der University of Pittsburgh und erwarb den Grad eines Masters in Astronomie mit Zusatzqualifikationen in Meteorologie. 1911 wurde er Dozent an der University of Alabama und lehrte dort Physik und Astronomie. Im folgenden Jahr wurde er Junior-Professor und schließlich 1913 zum außerordentlichen Professor berufen.
1914 wechselte er an die University of California in Berkeley und promovierte dort 1916 in Astronomie. Im Jahr 1917 nahm er eine Professur an der University of Kansas an. Von 1925 bis 1927 amtierte er als Vize-Präsident der American Meteorological Society. In der Folge erhielt er ein Guggenheim-Stipendium und studierte für zwei Jahre Astronomie in Großbritannien. 1935 ließ er sich von der Universität beurlauben und wurde Direktor des Griffith Observatory.
Anfangs befasste er sich in seinen Studien hauptsächlich mit der Beobachtung der Sonne, aber nach dem Krieg konzentrierte er sich zunehmend auf den Mond. Mit zunehmender Erfahrung wurde er zu einer Kapazität auf dem Gebiet der Mondgeologie einschließlich der Oberflächenstrukturen und der Entwicklungsgeschichte. Er beschäftigte sich auch weiterhin mit astronomischen Forschungen und 1950 übernahm er für eine Amtsperiode das Amt des Präsidenten der Astronomical Society of the Pacific.
1956 benutzte er das 60" Teleskop am Mount-Wilson-Observatorium, um eine eigenartige Verdunkelung auf einem Teil des Grundes des Kraters Alphonsus zu beobachten, was ihm weltweite Beachtung eintrug. (Diese Art von Vorfällen wird heute als Lunar Transient Phenomena bezeichnet.) Im Jahr 1958 erreichte er das Rentenalter und schied am 31. März offiziell aus dem Amt. Er blieb jedoch weiterhin aktiv, schrieb mehrere Bücher über Astronomie und war als Berater tätig.

## Auszeichnungen und Ehrungen
- Mitglied der Royal Astronomical Society.
- Guggenheim-Stipendium, 1929–1930.
- Ehrendoktorat, Monmouth College, 1941.
- G. Bruce Blair Award, 1958.
- Pendray Aerospace Literature Award, 1965.
- Der Alter-Krater auf dem Mond wurde nach ihm benannt.